# Château de Rig
Le château de Rig est un château de la ville de Kachmar, en Iran, construit par les Seldjoukides,.